# Valdir Espinosa
Valdir Ataualpa Ramirez Espinosa (Porto Alegre, 17 ottobre 1947 – Rio de Janeiro, 27 febbraio 2020) è stato un allenatore di calcio brasiliano, coordinatore tecnico del Grêmio.
Da allenatore vinse cinque campionati statali brasiliani in sei occasioni e con sei formazioni differenti: a distanza di 21 anni vinse il Paranaense prima con il Londrina (1981) poi con l'Atlético Paranaense (2002). I suoi maggiori successi sono la Libertadores 1983 vinta col Gremio – trascinato da Renato – contro i campioni in carica del Peñarol e l'Intercontinentale successiva conquistata ai danni dei campioni d'Europa dell'Amburgo. Allenò con successo anche in Arabia Saudita, Paraguay e Giappone.

## Palmarès

### Competizioni statali
- Campionato Cearense: 1

Ceará: 1980
- Campionato Paranaense: 1

Londrina: 1981
Atlético Paranaense: 2002
- Campionato Gaucho: 1

Grêmio: 1986
- Campionato Carioca: 1

Botafogo: 1989
- Campionato Brasiliense: 1

Brasiliense: 2005

### Competizioni nazionali
- Campionato saudita: 1

Al-Hilal: 1984-1985
- Campionato paraguaiano: 2

Cerro Porteño: 1987, 1994
- Coppa dell'Imperatore: 1

Tokyo Verdy: 1997

### Competizioni internazionali
- Coppa Libertadores: 1

Grêmio: 1983
- Coppa Intercontinentale: 1

Grêmio: 1983